# 데이비드 브루스터

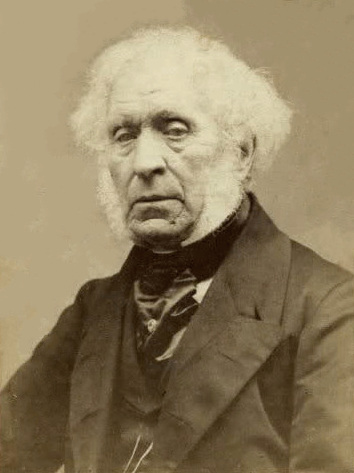

데이비드 브루스터(David Brewster, 1781년 12월 11일 – 1868년 2월 10일)는 영국의 과학자, 발명가, 저자이다. 학계에서는 물리광학의 실험적 작업을 통해 주로 기억되고 있으며 특히 빛의 편광, 브루스터 각의 발견 등과 관련된다. 압축력을 받는 복굴절을 연구하고 광탄성을 발견했다. 윌리엄 휴얼은 그를 "현대의 실험 광학의 아버지", "광학의 요하네스 케플러"로 불렀다.
개선된 입체경을 발명하였으며 브루스터는 이를 "렌즈 모양의 입체경"(lenticular stereoscope)으로 불렀고 이것이 최초의 휴대용 3D 장치가 되었다.

## 같이 보기
- 브루스터 각